# Artur Woźniak
Artur Jan Woźniak (ur. 10 listopada 1913 w Krakowie, zm. 31 maja 1991 tamże), piłkarz polski, zawodnik Wisły Kraków, dwukrotny król strzelców polskiej ekstraklasy, brat Andrzeja.

## Życiorys
Napastnik, grał w barwach Wisły w latach 1931–1947, strzelając w 140 meczach 101 goli. Miał na koncie trzy tytuły wicemistrza Polski (1931, 1936, 1947), wystąpił w pięciu meczach reprezentacji narodowej. W czasie II wojny światowej był więziony w obozie koncentracyjnym Mauthausen-Gusen.
Karierę piłkarską kończył w Orle Ząbkowice (1948–1949), gdzie był grającym trenerem. Prowadził później wiele polskich zespołów ligowych, m.in. ŁKS, Garbarnię Kraków, Lecha Poznań, Zawiszę Bydgoszcz, Ruch Chorzów, Zagłębie Sosnowiec i Śląsk Wrocław. W latach 1956–1957 był trenerem Wisły.
Pracował również jako trener reprezentacji narodowej. Wchodził w skład komisji selekcyjnej na mecz z Bułgarią w 1956 (wraz z Alfredem Nowakowskim i Alojzym Sitko), w 1956 w dwóch meczach pełnił funkcję asystenta Ryszarda Koncewicza. Zajmował się ponadto reprezentacjami młodzieżowymi i zapleczem pierwszej kadry.
Pochowany na cmentarzu Rakowickim w Krakowie (kwatera N, rząd zach.).

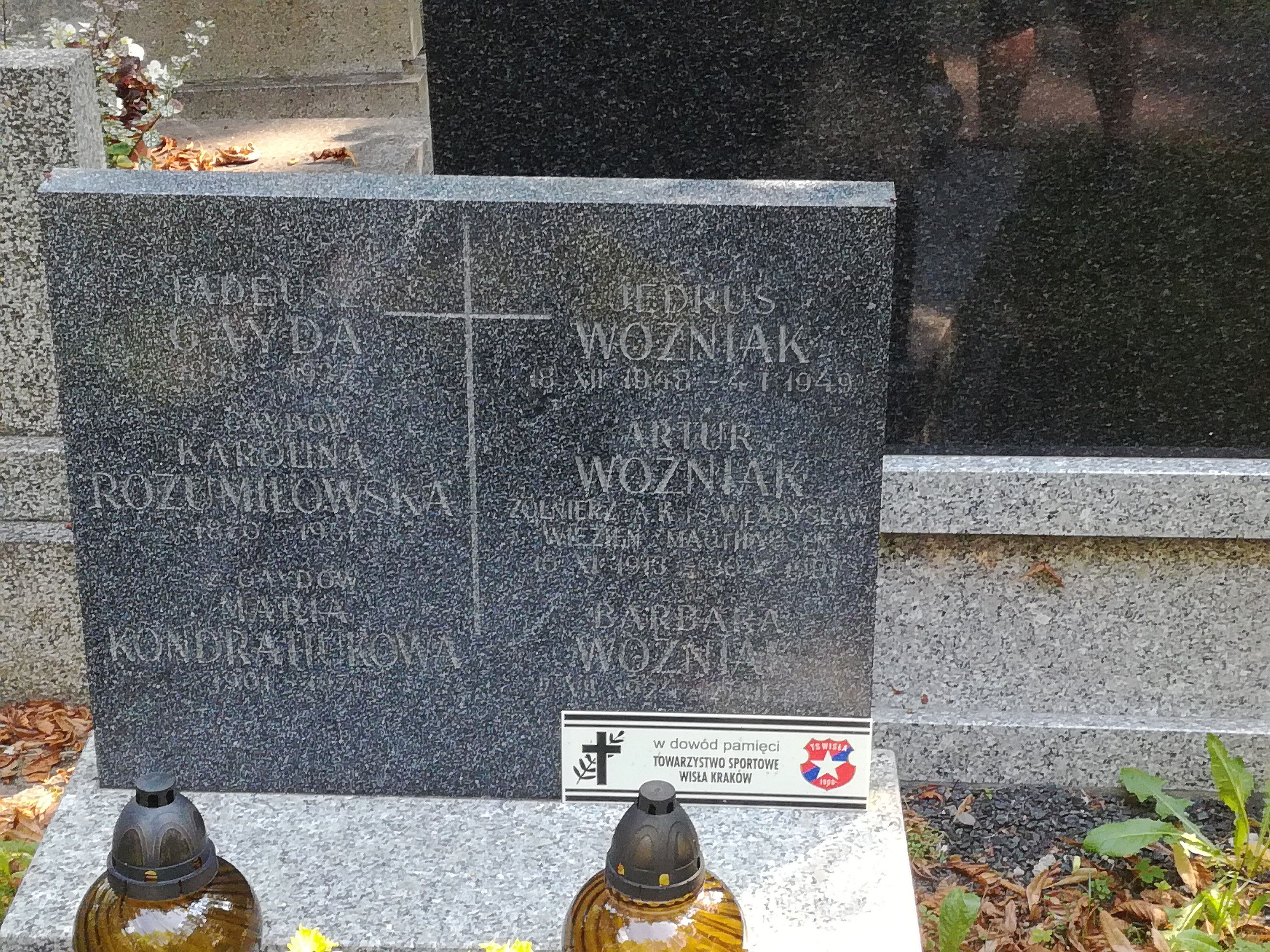
Grób Artura Woźniaka na cmentarzu Rakowickim w Krakowie